# Olejarnia (Bobrowiec)
Olejarnia (Turnia Olejarnia) – wybitna turnia w Tatrach Zachodnich o wysokości 1163 lub około 1170 m n.p.m. Znajduje się na końcu długiej wschodniej grani Bobrowca opadającej do Doliny Chochołowskiej zaraz na północny zachód od Wyżniej Bramy Chochołowskiej.
Na południowy zachód od Olejarni w grani piętrzą się Wielkie Turnie. Nieco niżej, w południowych stokach grzbietu położona jest Zawiesista. Olejarnia wznosi się około 150 metrów nad Chochołowskim Potokiem. W turni znajdują się jaskinie: Schron przy Szczelinie i Zbójnicka Dziura.
Nazwa turni jest pochodzenia ludowego i pochodzi od jej kształtu, przypominającego stępy (stempy), czyli maszyny do wytłaczania oleju z siemienia lnianego.